# Sāndi
Sāndi är en ort i Indien.   Den ligger i distriktet Hardoi och delstaten Uttar Pradesh, i den centrala delen av landet, 300 km sydost om huvudstaden New Delhi. Sāndi ligger 142 meter över havet och antalet invånare är 25 008.
Terrängen runt Sāndi är mycket platt. Runt Sāndi är det tätbefolkat, med 659 invånare per kvadratkilometer. Närmaste större samhälle är Bilgrām, 14,9 km sydost om Sāndi. Trakten runt Sāndi består till största delen av jordbruksmark.